# هاريت كول
هاريت كول (بالإنجليزية: Harriette Cole)‏ هي كاتِبة أمريكية، ولدت في 14 مارس 1961 في بالتيمور في الولايات المتحدة.

## وصلات خارجية
- الموقع الرسمي